# Kharkiv Airlines
Kharkiv Airlines fue una aerolínea ucraniana fundada en 1992. La aerolínea tenía su sede en Kropivnitski, óblast de Kirovogrado. Air Kharkov ofrecía vuelos de pasajeros y de carga principalmente dentro de Ucrania y la CEI. 
Cuando se fundó la aerolínea en 1992, se denominó Kharkov Aviation Enterprise, tras fusionarse con la Kharkiv State Air Company, se denominó Air Kharkov. Posteriormente fue renombrada como Kharkiv Airlines.  

## Historia

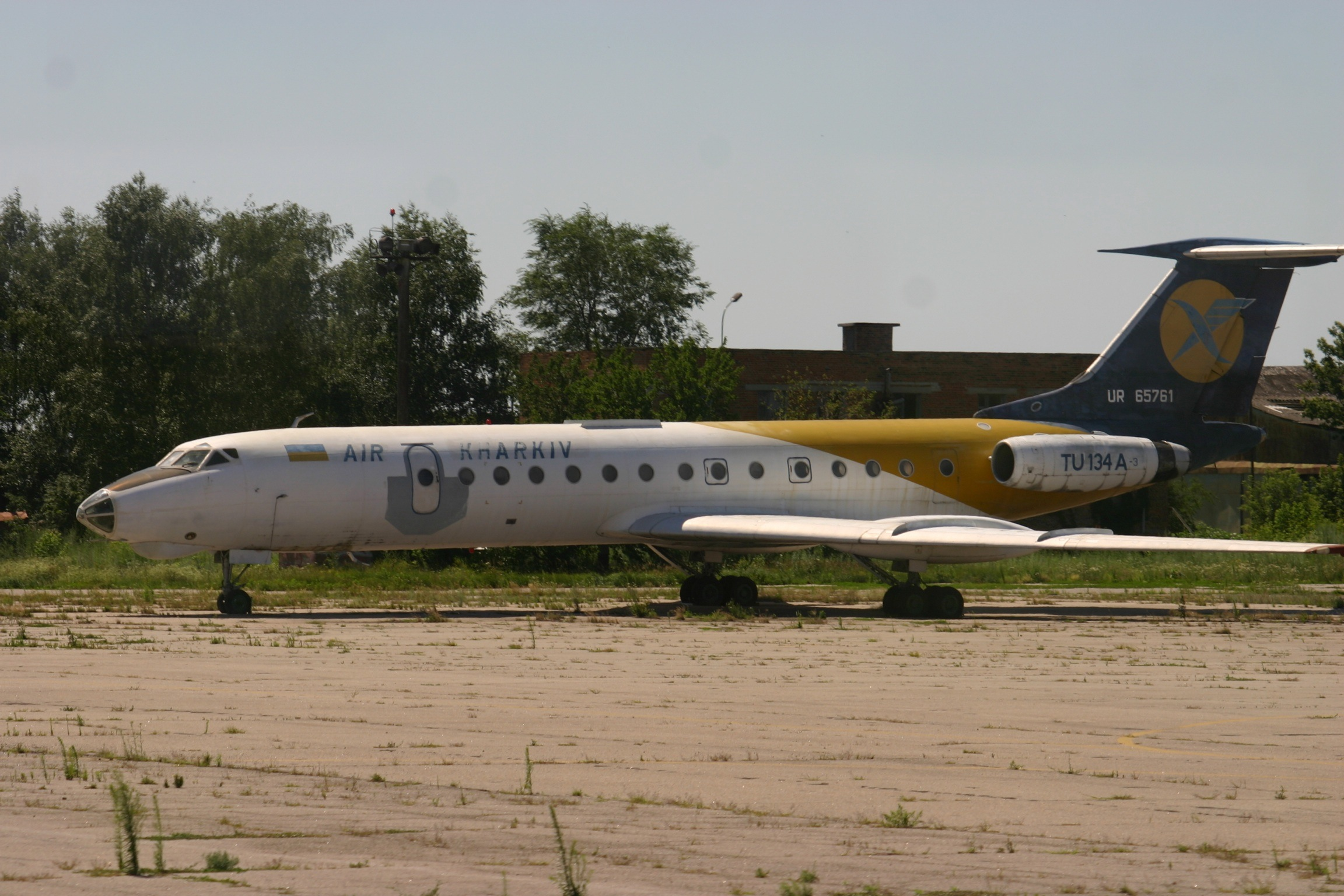
Túpolev Tu-134 de Air Kharkiv abandonado en el Aeropuerto Internacional de Járkov (2007)

Kharkov Aviation Enterprise se fundó en 1992 como filial ucraniana de Aeroflot y voló con ese nombre hasta 1998. De 1998 a 1999 la aerolínea voló con el nombre de Air Kharkov. Entre 1992 y 1999, la aerolínea poseía un total de 17 aviones de la antigua Unión Soviética (Antonov An-24, Antonov An-26 y Tupolev Tu-134). A principios de siglo, el nombre se cambió a Kharkiv Airlines, pero debido a dificultades económicas la aerolínea dejó de volar en 2001.  
En 2012, la aerolínea fue comprada por DCH y adquirió tres aviones occidentales (dos Boeing 737-800 y un Boeing 767-300ER) y recibió el Certificado de Operador Aéreo (AOC) en junio de 2013. El primer vuelo de Kharkiv Airlines tuvo lugar el 6 de junio de 2013 desde el Aeropuerto Internacional de Járkov al Aeropuerto de Antalya.

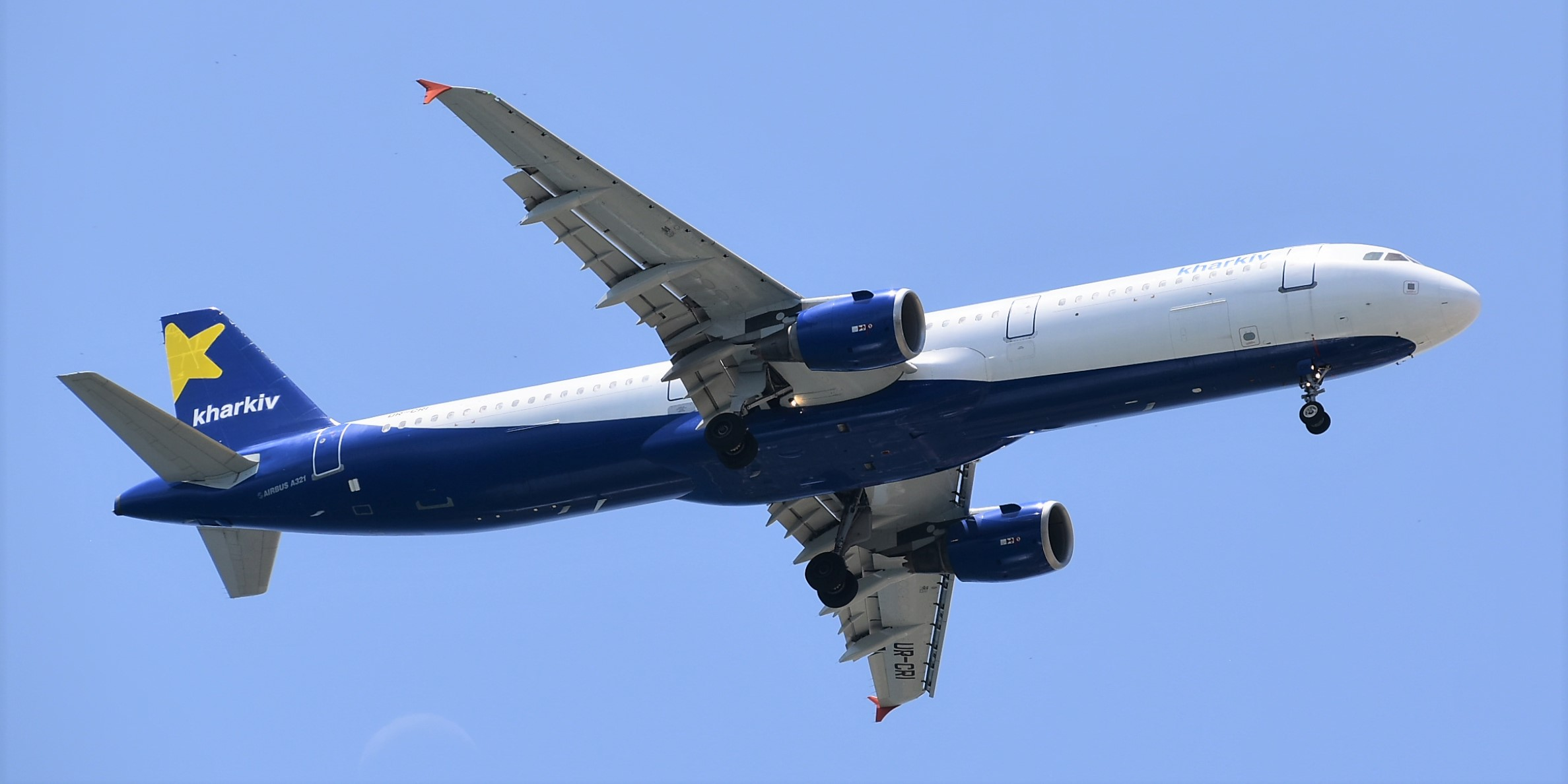
Airbus A321-211 de Kharkiv Airlines aproximándose al aeropuerto de Antalya (2018)

El 31 de marzo de 2015 se anunció que Kharkiv Airlines había suspendido las operaciones de vuelo hasta nuevo aviso.En marzo de 2018 anunció la reanudación de actividades. Entre el 7 de octubre y el 4 de noviembre de 2018 arrendó un único Airbus A321-211 a la también aerolínea ucraniana Air Alanna; tras esto, la aeronave fue transferida a la aerolínea sueca ScanBlue Airlines y el certificado de operador nunca fue renovado.

## Flota histórica
La flota de Air Kharkov/Kharkiv Airlines consistió en las siguientes aeronaves:
| Aeronaves        | Total | Introducido | Retirado | Matrículas                              |
| ---------------- | ----- | ----------- | -------- | --------------------------------------- |
| Airbus A321-211  | 1     | 2018        | 2018     | UR-CRI                                  |
| Antonov An-24    | 1     | 2002        | 2003     | UR-CAO                                  |
| Antonov An-24RV  | 1     | 1999        | 2001     | UR-47312                                |
| Antonov An-26    | 2     | 1993        | 2006     | UR-26555 y UR-26651                     |
| Boeing 737-8Q8   | 2     | 2013        | 2015     | UR-CLR y UR-CLS                         |
| Boeing 767-306ER | 1     | 2013        | 2015     | UR-CLT                                  |
| Túpolev Tu-134   | 4     | 1998        | 2008     | UR-65037, UR-65114, UR-65764 y UR-65761 |